# Paulinus II. von Aquileia
Paulinus II. von Aquileia (italienisch Paolino d’Aquileia; * zwischen 730 und 740 in Premariacco bei Cividale del Friuli; † 11. Januar 802 ebenda) war Patriarch von Aquileia. Als Theologe, Grammatiker und Dichter spielte er eine wichtige Rolle in der Karolingischen Renaissance, die vom Hof Karls des Großen ausging. Paulinus wurde nach seinem Tod, zunächst im Friaul, als Heiliger verehrt. Sein Gedenktag ist sein Todestag,  der 11. Januar.

## Leben

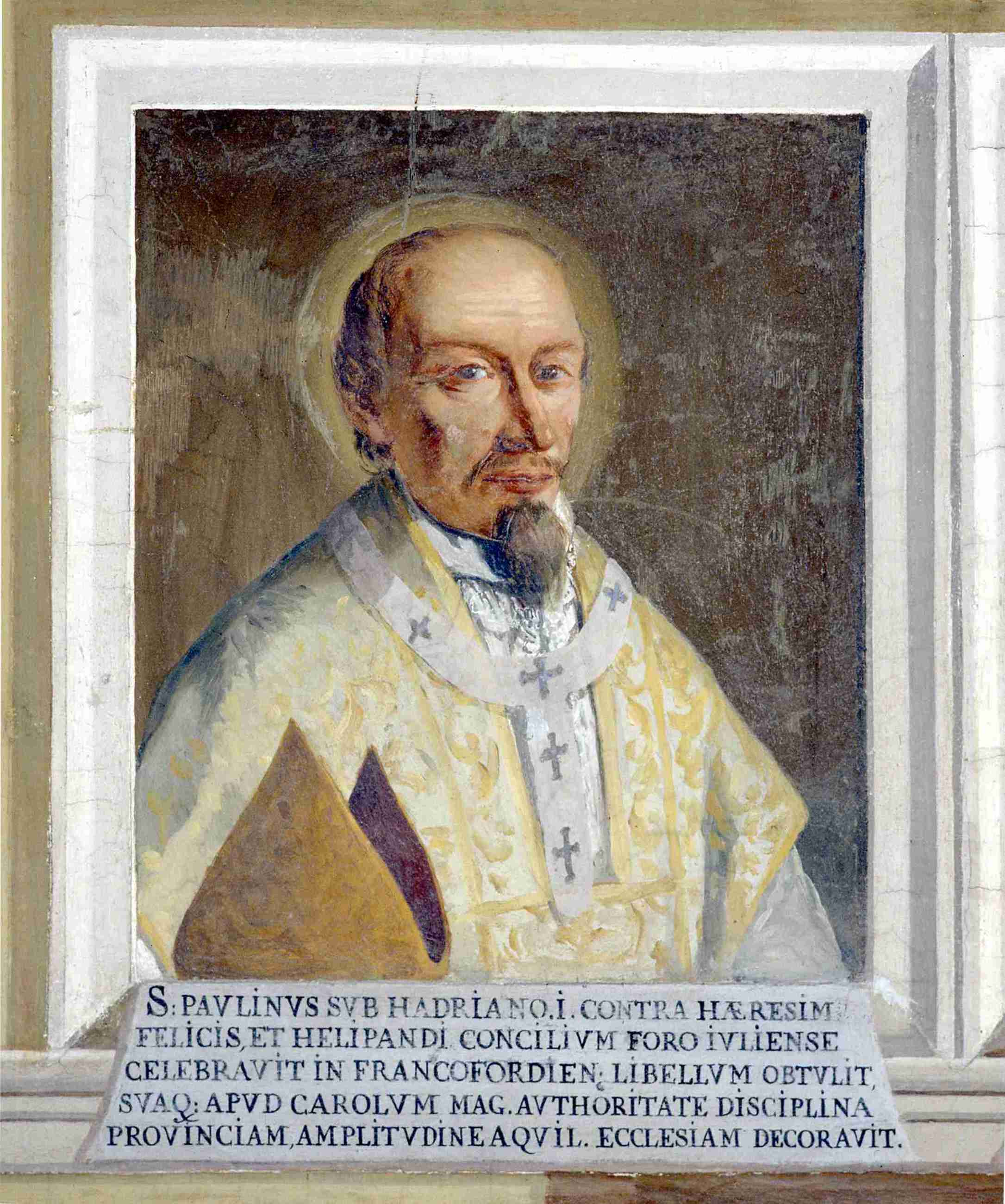
Idealporträt des Paulinis im Thronsaal des Diözesanmuseums und der Tiepolo-Galerie in Udine

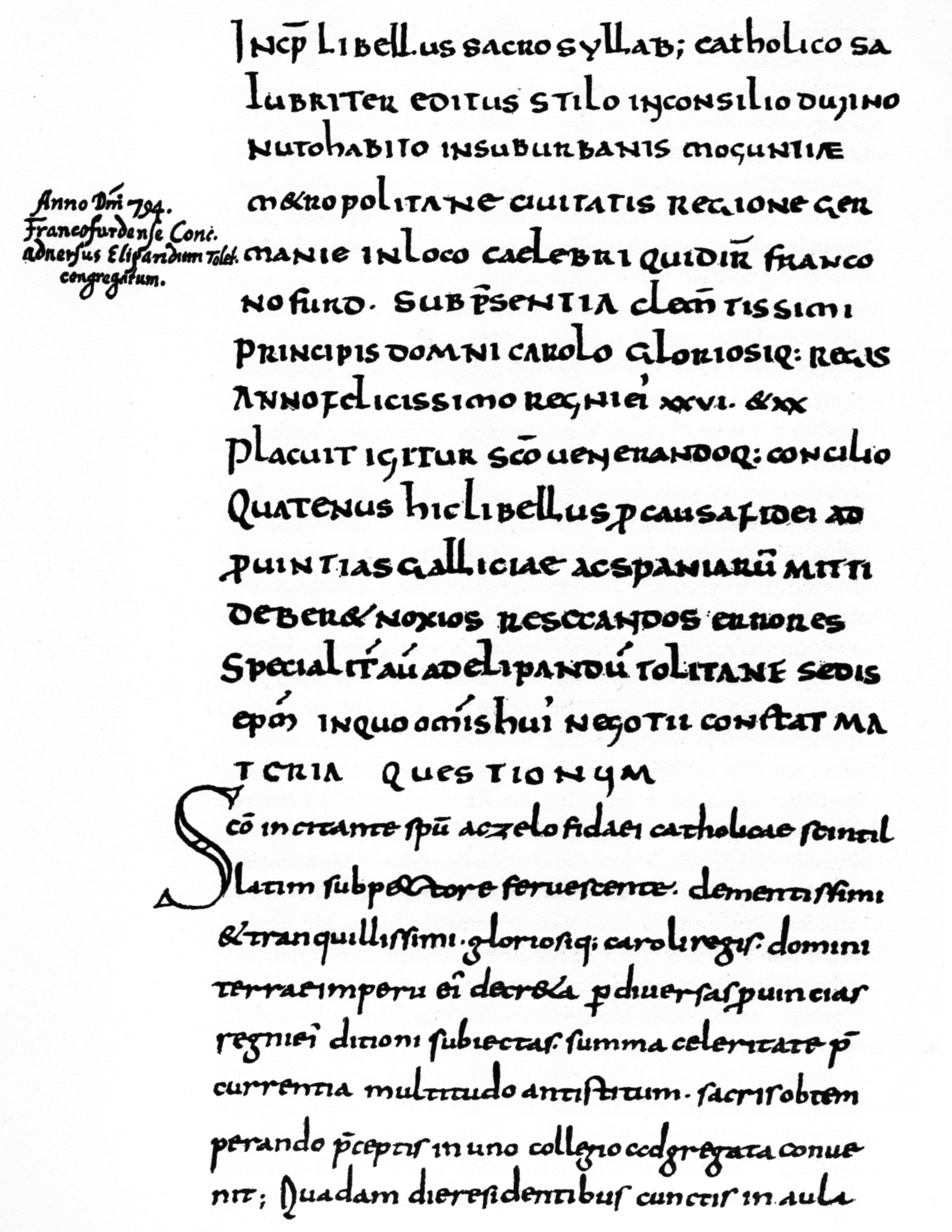
Montage von Vorder- und Rückseite eines Blattes aus dem Sacrosyllabus des Paulinus aus dem Jahr 794, Bayerische Staatsbibliothek München Hss Clm 14468, f. 42r, bzw. 42v, abgeschrieben 821 in Regensburg

Paulinus wurde zwischen 730 und 740 in Premariacco im Friaul in eine wohlhabende Familie geboren. Er erhielt eine Ausbildung in Cividale, das Aquileia als Sitz des Patriarchen abgelöst hatte. Nachdem Paulinus zum Priester geweiht worden war, übernahm er die Leitung einer Schule in Cividale. Er erlangte ein breites Wissen in lateinischer Literatur, Theologie und Rechtswissenschaften. Durch seine wissenschaftlichen Erkenntnisse erlangte er die Gunst Karls des Großen, der ihn 776 als königlichen Gelehrten an seinen Hof in Aachen rief.
Am königlichen Hof freundete sich Paulinus mit führenden Gelehrten an, wie Alkuin, Arn von Salzburg, Paulus Diaconus und Theodulf von Orléans. Karls Hofschule war ein Zentrum von Bildung und Kultur, dessen Einfluss im ganzen Fränkischen Reich zu spüren war.
Paulinus’ Ergebenheit belohnte Karl, indem er ihn 787 zum Patriarchen von Aquileia erhob. In seinem Amt als Patriarch nahm er 792 an dem Konzil von Regensburg und 794 an der Synode von Frankfurt teil, in denen der Adoptianismus als Häresie verurteilt wurde. Paulinus veröffentlichte einige Schriften, in denen er den Adoptianismus ebenfalls verurteilte.
Auf seinem Rückweg von Frankfurt nach Aquileia traf Paulinus in Cividale auf König Pippin von Italien. Er unterstützte den König bei seinem Kampf gegen die Awaren und bei deren Christianisierung.
798 sandte Karl seinen Patriarchen Paulinus zusammen mit Arn von Salzburg und zehn anderen Bischöfen als Königsboten (Missi Dominici) nach Pistoia und später als königlichen Gesandten zum Papst.
Paulinus starb 802 in Cividale. Kurz nach seinem Tod wurde er heiliggesprochen.

## Werke
Zu Paulinus’ Werken zählen:
- Libellus Sacrosyllabus contra Elipandum
- Libri III contra Felicem
- Carmen de regula fidei
- Versus de Lazaro
- Felix per omnes festum mundi cardines[2]

## Literatur

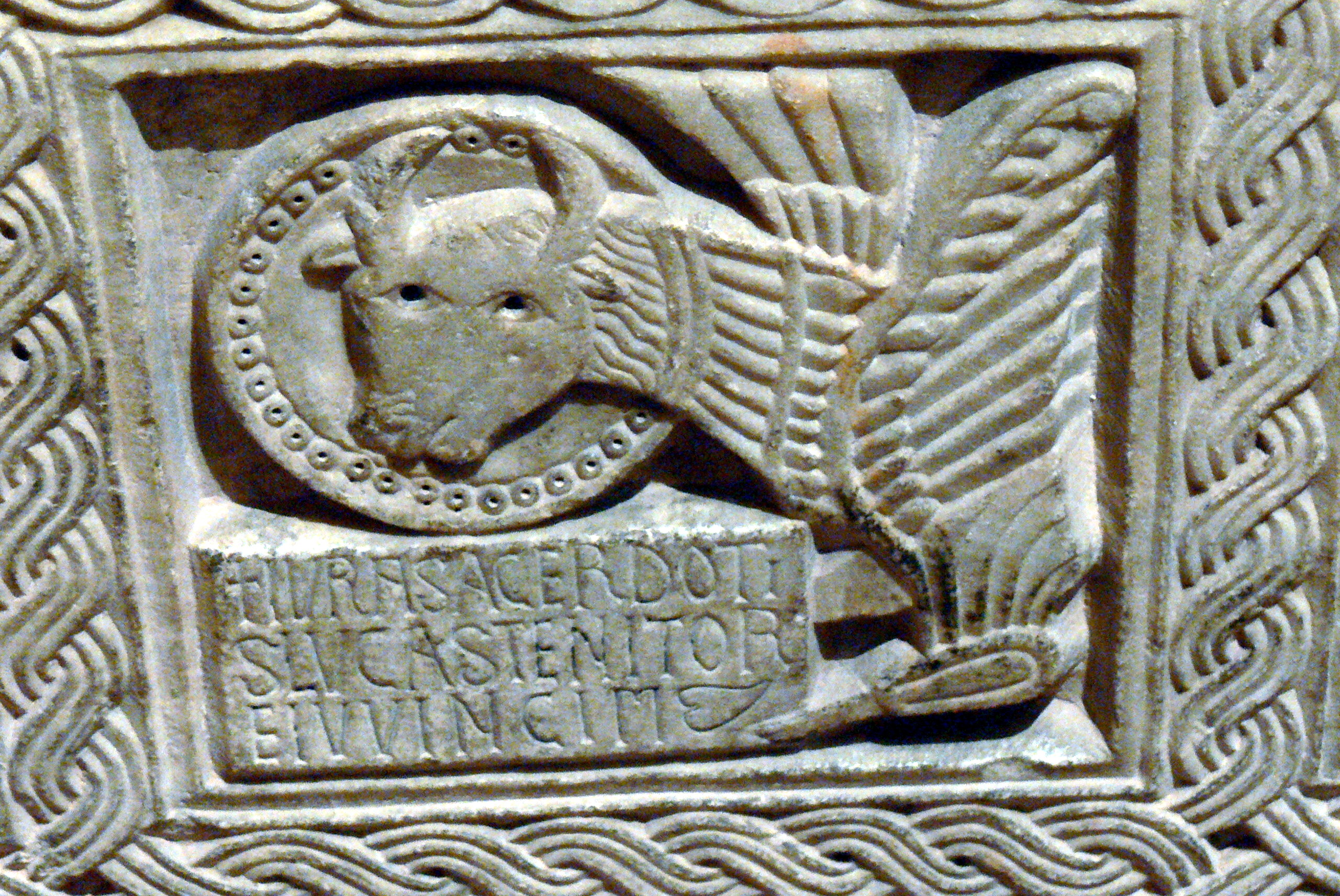
Relief am Taufbecken des Paulinus, auch „Paulinusplatte“ genannt, Aquileia; das Baptisterium entstand in der Amtszeit Paulinus’ II.